# 滴答☆2NITE
《滴答☆2NITE》（日语：／ Chikutaku Tunaito）是日本女子組合9nine的第8張單曲，於2011年12月21日由SME Records發售。

## 概要
本作是9nine在2011年第3張單曲，也是9nine在重組後首張A面曲獲電視劇起用作主題曲、以及含有重新混音歌曲的單曲。
本單曲分「通常盤」、「初回生產限定盤A」、「初回生產限定盤B」和「初回生產限定盤C」共四個版本發售，A面曲《滴答☆2NITE》為日本電視台電視劇《亂馬½》的主題曲，B面曲《Angel drops》是THE KISS Inc.「THE KISS 十人十色之愛情故事」（THE KISS Inc.「THE KISS 十人十色のラブストーリー」）的廣告歌曲。
本單曲獲hotexpress評為「色彩鮮豔的旋律，是只有十多歲的少女能夠做到的可愛，但也比前作《夏 wanna say love U》顯得成熟了一點」；Cinemaday則評價此曲為「充滿元氣的派對旋律、讓青春形象閃爍的樂曲」。

## 收錄曲
CD（四版本相同）
1. 滴答☆2NITE [3:36]
作詞、作曲：Yoshihiro Saito，編曲：Kouichiro Takahashi
2. Angel drops [3:48]
作詞：emmy，作曲：Kengo Minamida，編曲：Tatsuya Kurauchi
3. Cross Over（tofubeats remix） [5:44]
4. 滴答☆2NITE（Instrumental）
5. Angel drops（Instrumental）

DVD（只限初回生產限定盤）
- 初回生產限定盤A

1. Material World（We are 9nine♥〜在那之後又過了1年！9nine之日特別Live〜 新宿BLAZE/2011.9.10／）
2. We are 9nine♥〜在那之後又過了1年！9nine之日特別Live〜 新宿BLAZE offshot【直前排練編】

- 初回生產限定盤B

1. 困惑Confuse（We are 9nine♥〜在那之後又過了1年！9nine之日特別Live〜 新宿BLAZE/2011.9.10）
2. We are 9nine♥〜在那之後又過了1年！9nine之日特別Live〜 新宿BLAZE offshot【本番直前編】

- 初回生產限定盤C

1. Wonderful World（We are 9nine♥〜在那之後又過了1年！9nine之日特別Live〜 新宿BLAZE/2011.9.10）
2. We are 9nine♥〜在那之後又過了1年！9nine之日特別Live〜 新宿BLAZE offshot【本番直後編】
3. 交換卡片（Solo 5種、團體1種、極罕有1種）

## 商業合作
| 曲名        | 商業搭配                                             |
| ----------- | ---------------------------------------------------- |
| 滴答☆2NITE  | 日本電視台系週五Super Prime特別電視劇《亂馬½》主題歌 |
| Angel drops | THE KISS Inc.「THE KISS 十人十色之愛情故事」CM歌曲   |

## 外部連結
- SME Records介紹網站
  - 初回生產限定盤A （页面存档备份，存于）
  - 初回生產限定盤B （页面存档备份，存于）
  - 初回生產限定盤C （页面存档备份，存于）
  - 通常盤 （页面存档备份，存于）
- 音樂影片
  - YouTube上的【HD】9nine　『チクタク☆2NITE』